# ماري كاي (ممثلة)
ماري كاي (باليابانية: 甲斐まり恵؛ بالكانا: かい まりえ) هي ممثلة يابانية، ولدت في 13 يونيو 1980 في Ichinomiya, Kumamoto ‏ في اليابان.